# Leo Joseph Suenens
Leo Joseph Suenens (Ixelles, 16. srpnja 1904. – Bruxelles, 6. svibnja 1996.), belgijski kardinal i nadbiskup Mechelena i Bruxellesa te primas Belgije.

## Životopis
Leo Suenens je rođen u Ixellesu 16. srpnja 1904. Otac mu je umro kada je imao 4 godine. Studirao je na institutu Svete Marije u Schaerbeeku, a zatim je 1920. ušao u Papinsko sveučilište Gregoriana. Tu je doktorirao teologiju i filozofiju (1927.), te dobio magisterij iz kanonskoga prava (1929.). Zaređen je za svećenika 4. rujna 1927. Čin monsinjora dobiva u listopadu 1941. godine.
Dana 12. studenog 1945. godine, imenovan je pomoćnim biskupom u Mechelenu i naslovnim biskupom Isinda. Nadbiskupom Mechelena je imenovan 24. studenog 1961. godine. Suenens je postao kardinal svećenika crkve S. Pietro in Vincoli u konzistoriju održanom 19. ožujka 1962. Suenens je bio jedan od kardinala birača koji su sudjelovali na konklavi 1963. godine.
Bio je jedan od četiri moderatora Drugoga vatikanskog koncila, gdje je bio jedan od vodećih ljudi dominantnog liberalnog krila. Između ostalog, nadzirao je proces uvođenja trajnoga đakonata i uvođenje novine da biskupi obvezno ponude ostavku kada navrše 75. rođendan. Bio je veliki pobornik ekumenizma i karizmatskoga pokreta te kritičar Rimske kurije. Objavio je više knjiga (o karizmatskom pokretu, ulozi Blažene Djevice Marije u Crkvi, o ulozi žena i misionarima u Crkvi, itd), koje su prevedene na desetke jezika.
Godine 1976. dobio je nagradu "Templeton". Suenens je umro od tromboze 6. svibnja 1996. u Bruxellesu u dobi od 91 godine.